# Баймурзино (Ишмухаметовский сельсовет)
Байму́рзино (баш. Баймырҙа) — упразднённая в 2005 году деревня Ишмухаметовского сельсовета Баймакского района Республики Башкортостан.

## География
Находился возле подножия горы в 683 м., у реки Буреле (Медвежья). Дорога Баймурзино — Ишмухаметово.

### Географическое положение
Расстояние до:
- районного центра (Баймак): 25 км,
- центра сельсовета (Ишмухаметово): 6 км,
- ближайшей ж/д станции (Сибай): 52 км.

## История
Закон Республики Башкортостан «О внесении изменений в административно-территориальное устройство Республики Башкортостан в связи с образованием, объединением, упразднением и изменением статуса населенных пунктов, переносом административных центров» от 20 июля 2005 года N 211-з, ст.1 гласил:

4. Упразднить следующие населенные пункты:
5) в Баймакском районе:

а) деревню Баймурзино Ишмухаметовского сельсовета

## Население
На 1 января 1969 года проживали 153 человека; преимущественно башкиры.